# أندرو فرناندو هولمز
أندرو فرناندو هولمز هو طبيب كندي، ولد في 17 مارس 1797 في قادس في إسبانيا، وتوفي في 9 أكتوبر 1860.